# Männer! – Alles auf Anfang
Männer! - Alles auf Anfang is een Duitse televisieserie die gebaseerd is op de Nederlandse televisieserie Divorce. De serie wordt uitgezonden door RTL Television.

## Rolverdeling
| Acteur                     | Personage         |
| -------------------------- | ----------------- |
| Hans-Jochen Wagner         | David Mendelbaum  |
| Christoph Letkowski        | Joris Petersen    |
| Andreas Pietschmann        | Ben Schäfer       |
| Katharina Müller-Elmau     | Tamara Mendelbaum |
| Luise Bähr                 | Joyce Kopinski    |
| Eva-Maria Grein von Friedl | Sophie Schäfer    |

## Afleveringen
| # | Titel                          | Uitzenddatum     | Regie            | Scenario           |
| - | ------------------------------ | ---------------- | ---------------- | ------------------ |
| 1 | Abserviert                     | 15 januari 2015  | Edzard Onneken   | Claudia Kratochvil |
| 2 | Männerwirtschaft               | 22 januari 2015  | Edzard Onneken   | Claudia Kratochvil |
| 3 | Liebesblues                    | 29 januari 2015  | Edzard Onneken   | Claudia Kratochvil |
| 4 | Herrenabend                    | 5 februari 2015  | Edzard Onneken   | Claudia Kratochvil |
| 5 | Rosenkrieg                     | 12 februari 2015 | Edzard Onneken   | Claudia Kratochvil |
| 6 | Die Neuenen                    | 19 februari 2015 | Sebastian Sorger | Claudia Kratochvil |
| 7 | Einer für alle, alle für einen | 26 februari 2015 | Sebastian Sorger | Claudia Kratochvil |

## Ontvangst
De eerste aflevering van 15 januari 2015 trok 2.04 miljoen kijkers, wat overeenkomt met 6,6 procent van de marktaandeel. Het hoogste kijkcijferaantal was met de derde aflevering van 29 januari 2015 met 2.570.000 kijkers, wat overeenkomt met 8,2 procent marktaandeel. Naar de laatste aflevering keken 1.65 miljoen kijkers wat overeenkomt met 6,6% marktaandeel. Gemiddeld had de serie 2.130.000 kijkers wat neerkomt op 6,9 procent marktaandeel.